# ال‌ا رویسین (پی ۵۱)
ال‌ا رویسین (پی ۵۱) (به انگلیسی: LÉ Róisín (P51)) یک کشتی است که طول آن ۷۸٫۸۴ متر (۲۵۸٫۷ فوت) می‌باشد. این کشتی در سال ۱۹۹۹ ساخته شد.